# Leucauge frequens
Leucauge frequens là một loài nhện trong họ Tetragnathidae.
Loài này thuộc chi Leucauge. Leucauge frequens được miêu tả năm 1910 bởi Tullgren.